# بریلیم فلوئورید
فلوئورید بریلیم (به انگلیسی: Beryllium fluoride) با فرمول شیمیایی BeF۲ یک ترکیب شیمیایی با شناسه پاب‌کم ۲۴۵۸۹ است. که جرم مولی آن 47.01 g/mol می‌باشد. شکل ظاهری این ترکیب، توده‌ی بی‌رنگ است.

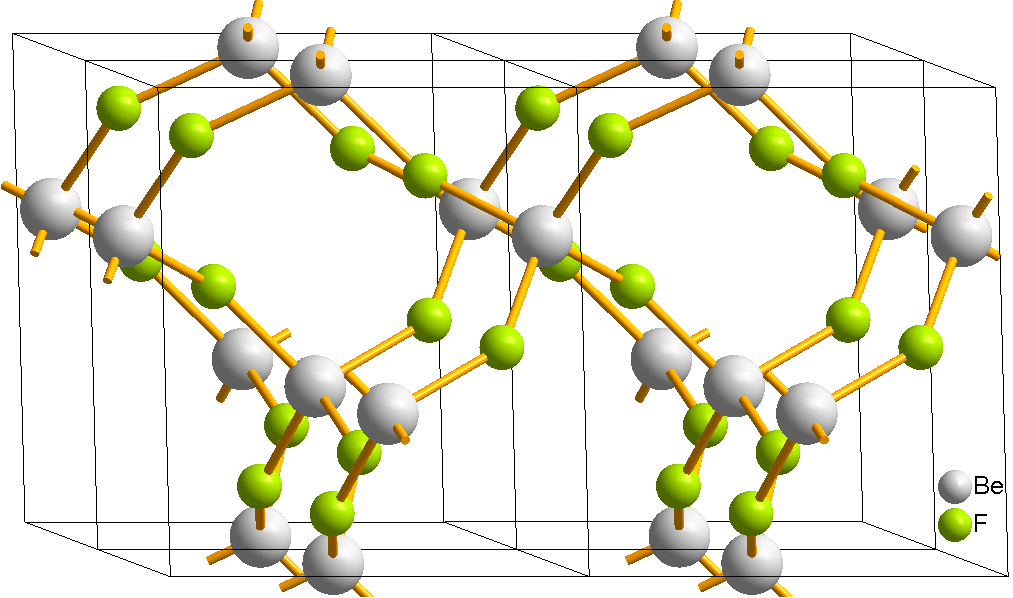

بریلیم فلوئورید(و بطور کلی بریلیم هالیدها مانند بریلیم کلرید و...) ترکیب یونی نیستند و خاصیت کووالانسی دارند.